# هندسه سیاله‌ای
در ریاضیات، هندسه سیاله‌ای (به انگلیسی: Diophantine Geometry) (یا هندسه دیوفانتینی)، به مطالعه معادلات سیاله‌ای با کمک روش‌های هندسه جبری می‌پردازد. در قرن بیستم میلادی، برای برخی از ریاضی‌دانان مشخص شد که روش‌های هندسه جبری، ابزارهای ایده‌آلی جهت مطالعه چنین معادلاتی را فراهم می‌آورند.
چهار قضیه بنیادی هندسه سیاله‌ای که از اهمیت بنیادی برخوردارند شامل موارد زیر می‌باشند:
- قضیه موردل-ویل
- قضیه روث
- قضیه سیگل
- قضیه فالتینگز

## ارجاعات
1. ↑  Hindry & Silverman 2000, p. vii, Preface.
2. ↑  Hindry & Silverman 2000, p. viii, Preface.